# Franz Adams der Ältere
Franz Peter Adams (auch: Franz Adams der Ältere) (* 17. Februar 1800 in Springiersbach; † 21. August 1868 in Koblenz) war ein deutscher Rechtsanwalt und Mitglied des Vorparlaments und der Frankfurter Nationalversammlung von 1848.

## Leben
Franz Peter Anton Ernst Adams wurde in Springiersbach nahe Trier als Sohn des Notars Johannes Adams geboren. 1818 begann er ein Jura-Studium an den Universitäten Bonn und Heidelberg. In Bonn gehörte er 1818 der Alten Bonner Burschenschaft / Lesegesellschaft an. 1826 heiratete er in Koblenz Elisabeth Lenné, Schwester des berühmten Landschaftsgärtners und Generaldirektors der königlich preußischen Gärten Peter Joseph Lenné, mit der er sieben Kinder hatte. Mit Beginn seiner Anwaltstätigkeit im Jahre 1826 gründete er eine Rechtsanwaltskanzlei in Koblenz, die von seinem zweiten Sohn Philipp Joseph Franz Adolf Adams (Franz Adams der Jüngere, 1828–1891) fortgeführt wurde und dort heute noch unter anderem Namen existiert. Ab 1831 bis zu seinem Tod 1868 war er Advokat-Anwalt in Koblenz, ab 1834 Justizrat.
Neben seiner anwaltlichen Tätigkeit in Koblenz war er politisch im Gemeinderat in Koblenz tätig. In der Revolution von 1848 war er Mitglied des Vorparlaments und der Nationalversammlung, der er vom 18. Mai 1848 bis zum 9. Oktober 1848 angehörte. Dort vertrat er den Wahlkreis XIII der Rheinprovinz (Wahlort Koblenz). Er gehörte zur Casino-Fraktion und war Mitglied der Ausschüsse für die Priorität der Petitionen und Anträge und für die Begutachtung der Wahlen in Thiengen und Konstanz Sein Wahlkreisnachfolger war Jacob Philipp Caspers.
Franz Adams der Ältere heiratete Elisabeth geborene Lenné (* 2. März 1799 in Bonn; † 29. Januar 1882 in Koblenz), ein Schwester des Gartenarchitekten Peter Joseph Lenné. Sein Sohn Franz Adams der Jüngere übertraf ihn noch nach Ehrenämtern und Ansehen. Sein vierter Sohn Clemens Joseph Adams (1831–1876) wurde der erste Bürgermeister der Stadt Honnef (heute Bad Honnef).